# Iris loczyi
Iris loczyi là một loài thực vật có hoa trong họ Diên vĩ. Loài này được Kanitz miêu tả khoa học đầu tiên năm 1891.